# Lidová strana na Moravě (Bulín)
Lidová strana na Moravě založená roku 1913 Hynkem Bulínem byla malá národně liberální politická strana na Moravě. Navazovala na tradici původní Lidové strany na Moravě činné v letech 1891-1909.

## Historie
Strana vznikla vydělením z Lidové strany pokrokové na Moravě v roce 1913. V únoru 1913 se ustanovilo vedení strany, samotná strana vznikla 16.3.1913 v místnostech Moravských listů v Brně. Ty se staly i tiskovým orgánem strany, jejich redakce sloužila jako sekretariát strany. 
Strana se hlásila k odkazu bývalé Lidové strany na Moravě a chtěla být protiváhou sociální demokracii i katolickým stranám.
Její zaměření bylo mladočeské, strana se ostře vyhraňovala proti praktikám Adolfa Stránského v Lidové straně pokrokové na Moravě. Zaměřovala na střední stavy, živnostníky, rolníky, úředníky, učitele, částečně i na průmyslníky a obchodníky. 
Mezi členy patřili Josef Pastyřík, O. Skýpal, K. Čermák, R. Kalus, A. Wüst, Q. Houba. 
Váha této strany v politickém životě Moravy byla minimální.
Hynek Bulín byl v roce 1913 ve volbách do Moravského zemského sněmu zvolen poslancem a spolu s Aloisem Konečným, Otakarem Pražákem a Janem Žáčkem tvořili Klub nezávislých poslanců.
V roce 1919 se Hynek Bulín podílel na ustanovení České státoprávní demokracie. 

## Volební výsledky

### Moravský zemský sněm
| Volby | Hlasy | Hlasy | Mandáty | Mandáty | Pozice |
| Volby | Abs.  | %     | Abs.    | ±       | Pozice |
| ----- | ----- | ----- | ------- | ------- | ------ |
| 1913  | 1 990 |       | 1/151   | ▲1      |        |